# Kultstatus
Kultstatus vil sige at et fænomen, oftest en bog, film eller tegneserie er blevet så populær, at det har samlet sig en lille kult omkring sig. Tilhængerne vil ofte samles om fænomenet og det vil derfor være populært i meget lang tid efter dets opstandelse.